# Collegio uninominale Campania - 03 (2017)
Il collegio elettorale uninominale Campania - 03 è stato un collegio elettorale uninominale della Repubblica Italiana per l'elezione del Senato tra il 2017 ed il 2022.

## Territorio
Come previsto dalla legge elettorale italiana del 2017, il collegio era stato definito tramite decreto legislativo all'interno della circoscrizione Campania.
Era formato dal territorio di tutta la provincia di Avellino, dai comuni di Apice, Baselice, Buonalbergo, Castelfranco in Miscano, Castelvetere in Val Fortore, Foiano di Val Fortore, Ginestra degli Schiavoni, Molinara, Montefalcone di Val Fortore, Paduli, Pago Veiano, Pannarano, Pesco Sannita, Pietrelcina, Reino, San Bartolomeo in Galdo, San Giorgio La Molara, San Marco dei Cavoti e Sant'Arcangelo Trimonte in provincia di Benevento e dai comuni di Castelnuovo di Conza, Colliano, Contursi Terme, Laviano, Oliveto Citra, Santomenna e Valva in provincia di Salerno.
Il collegio era parte del collegio plurinominale Campania - 01.

## Eletti
| Elezione | Elezione | Senatore   | Partito            |
| -------- | -------- | ---------- | ------------------ |
|          | 2018     | Ugo Grassi | Movimento 5 Stelle |
|          | 2019     | Ugo Grassi | Lega               |
|          | 2022     | Ugo Grassi | Coraggio Italia    |

## Dati elettorali

### XVIII legislatura
Come previsto dalla legge elettorale, 116 senatori erano eletti con sistema a maggioranza relativa in altrettanti collegi uninominali a turno unico.
| Candidati              | Candidati            | Voti    | %     | Liste                           | Voti    | %     |
| ---------------------- | -------------------- | ------- | ----- | ------------------------------- | ------- | ----- |
|                        | Ugo Grassi ✔️ Eletto | 107 293 | 43,87 | Movimento 5 Stelle              | 107 293 | 43,87 |
|                        | Giuseppe Galati      | 69 328  | 28,34 | Forza Italia                    | 42 587  | 17,41 |
| Lega                   | Giuseppe Galati      | 69 328  | 28,34 | 14 948                          | 6,11    |       |
| Fratelli d'Italia      | Giuseppe Galati      | 69 328  | 28,34 | 8 097                           | 3,31    |       |
| Noi con l'Italia - UDC | Giuseppe Galati      | 69 328  | 28,34 | 3 696                           | 1,51    |       |
|                        | Luigi Famiglietti    | 51 013  | 20,86 | Partito Democratico             | 42 130  | 17,22 |
| Civica Popolare        | Luigi Famiglietti    | 51 013  | 20,86 | 4 727                           | 1,93    |       |
| +Europa                | Luigi Famiglietti    | 51 013  | 20,86 | 2 446                           | 1,00    |       |
| Italia Europa Insieme  | Luigi Famiglietti    | 51 013  | 20,86 | 1 710                           | 0,70    |       |
|                        | Alfredo Cucciniello  | 6 680   | 2,73  | Liberi e Uguali                 | 6 680   | 2,73  |
|                        | Sofia Troisi         | 2 990   | 1,22  | Potere al Popolo!               | 2 990   | 1,22  |
|                        | Maria Donatiello     | 1 595   | 0,65  | Il Popolo della Famiglia        | 1 595   | 0,65  |
|                        | Antonio Genzale      | 1 475   | 0,60  | CasaPound                       | 1 475   | 0,60  |
|                        | Rocco Guerriero      | 1 186   | 0,48  | Italia agli Italiani            | 1 186   | 0,48  |
|                        | Lucia Cormons        | 936     | 0,38  | Partito Valore Umano            | 936     | 0,38  |
|                        | Fiorenzo Marengo     | 923     | 0,38  | Partito Comunista               | 923     | 0,38  |
|                        | Beniamino Petracca   | 719     | 0,29  | Per una Sinistra Rivoluzionaria | 719     | 0,29  |
|                        | Luigi Manganiello    | 454     | 0,19  | PRI - ALA                       | 454     | 0,19  |
| Totale                 | Totale               | 244 592 | 100   |                                 | 244 592 | 100   |
|                        |                      |         |       |                                 |         |       |
| Voti non validi        | Voti non validi      | 11 250  | 4,40  |                                 |         |       |
| Votanti                | Votanti              | 255 842 | 71,83 |                                 |         |       |
| Elettori               | Elettori             | 356 162 |       |                                 |         |       |